# 4024 Ronan
4024 Ronan (1981 WQ) là một tiểu hành tinh vành đai chính được phát hiện ngày 24 tháng 11 năm 1981 bởi Edward L. G. Bowell ở Flagstaff (AM).